# Crown Point (Nueva York)
Crown Point es un pueblo ubicado en el condado de Essex en el estado estadounidense de Nueva York. En el año 2000 tenía una población de 2.119 habitantes y una densidad poblacional de 10.7 personas por km².

## Geografía
Crown Point se encuentra ubicado en las coordenadas 43°57′1″N 73°29′1″O / 43.95028, -73.48361.

## Demografía
Según la Oficina del Censo en 2000 los ingresos medios por hogar en la localidad eran de $33,958, y los ingresos medios por familia eran $39,853. Los hombres tenían unos ingresos medios de $31,106 frente a los $20,074 para las mujeres. La renta per cápita para la localidad era de $16,692. Alrededor del 14.6% de la población estaban por debajo del umbral de pobreza.